# Ибраев, Мухамеджан Шамушкенович
Ибраев, Мухамеджан Шамушкенович (каз. Мұқаметжан Шамүшкенұлы Ибраев) (род. 18 мая 1953, с. Жана-Талап, Илийский р-н, Алма-Атинская обл., КазССР) — военный деятель Республики Казахстан, командующий военно-воздушными силами Вооружённых Сил Республики Казахстан (1996—2000), генерал-майор авиации в отставке, кандидат военных наук.

## Биография
Родился 18 мая 1953 году в селе Жана-Талап Илийского района Алма-Атинской области.
Окончил Барнаульское высшее военное авиационное училище лётчиков имени Главного Маршала авиации Вершинина К. А., Военно-воздушную академию им. Ю. А. Гагарина, Военную академию Генерального штаба Вооружённых Сил Российской Федерации.
С 1976 по 1979 годы — лётчик бомбардировочного авиационного полка на самолётах Як-28 в Среднеазиатском военном округе.
С 1979 года проходил службу в городе Дебрецен Венгерской Народной Республики в составе Южной группы войск. С 1984 по 1991 годы — в БАП БАД 1 ВА ДВО.
С 1992 года — старший офицер отдела Военно-Воздушных сил Министерства обороны Республики Казахстан.
В 1993 году назначен командиром отдельного разведывательного авиационного полка на самолетах Су-24МР, Миг-25РБ.
С 1994 года — командир бомбардировочного авиационного полка на самолетах Су-24.
В 1996 году распоряжением президента Республики Казахстан назначен командующим Военно-Воздушными силами Республики Казахстан.
В 1998 году назначен командующим Силами воздушной обороны Вооруженных Сил Республики Казахстан.
В 2000 году назначен представителем ВС РК Штаба по координации военного сотрудничества государств участников Содружества Независимых Государств (Москва, Российской Федерации).
В 2001 году назначен представителем МО РК в НАТО — Военный атташе в странах Бенилюкс и дополнительно в ФРГ (Брюссель, Бельгия).
В 2006 году — военный атташе на Украине (Киев).
С 2008 года — заместитель главнокомандующего СВО ВС РК.
В последующие годы — профессор кафедры оперативного искусства Факультета военного и государственного управления Национального университета обороны.

## Награды
- Орден «Данк» (1996)[2]
- Медали
- Квалификация «Военный лётчик-снайпер»